# Aleksandr Pietrow (1893–1942)
Aleksandr Aleksandrowicz Pietrow (ur. 1893, zm. 1942) – rosyjski piłkarz.
Zawodnik moskiewskich drużyn KFS, Dinamo i Krasnyje Sokolniki.
W 1914 roku wystąpił w reprezentacji Imperium Rosyjskiego przeciw Szwecji.